# André Van Hasselt
Pour les articles homonymes, voir André et Van Hasselt.
André Henri Constant Van Hasselt, né à Maastricht le 5 janvier 1806 et mort à Saint-Josse-ten-Noode le 1er décembre 1874, est un poète et historien belge.

## Biographie
Après avoir fait des études de droit à l'université de Liège et de Gand, il obtient en 1827, le grade de docteur en droit et prête serment devant la cour de Liège.
Attiré par les lettres, il commence à publier des vers en français et en néerlandais. A Paris, il rencontre Victor Hugo, Saint-Beuve et Emile Deschamp.
Il s'établit à Bruxelles en 1833. Attaché d'abord à la Bibliothèque royale de Belgique en qualité d'auxiliaire du conservateur, il devient plus tard inspecteur provincial de l'enseignement primaire, puis inspecteur général des écoles normales. En 1837, il est élu membre de l'Académie royale des sciences, des lettres et des beaux-arts de Belgique, dont il est président en 1862.

## Le poète
Très jeune, il est passionné par la poésie, se servant de préférence de la langue française, bien qu'elle ne fût pas sa langue maternelle.
« Van Hasselt a le sentiment le plus vif de la poésie lyrique et possède d'ailleurs la délicatesse de l'image, la grâce de l'expression, l'harmonie du vers, qui sont l'essence de cette poésie. Il est permis de ne pas le suivre aveuglément dans ses théories exclusives sur le rythme et l'accentuation ; mais il faut reconnaître que ces difficultés nouvelles, créées à plaisir, loin de nuire à l'inspiration, peuvent lui donner plus d'élan », note le jury du prix quinquennal de littérature.

## L'historien
À côté de son activité poétique, Van Hasselt publia également des ouvrages historiques parmi lesquels :
- un article sur Quentin Metsys dans : La revue de Bruxelles, décembre 1838.
- Les Belges aux croisades, Bruxelles, 2 vol., 1846.

Toutefois ces œuvres furent discréditées car l'historien contemporain Alfred Michiels accusa ces ouvrages de plagiat. Ainsi il fit remarquer que l'article sur Metsys était copié, jusqu'aux renvois en bas de page, des Niederländsche Briefe de l'historien allemand Karl Schnaase (de) (Stuttgart, 1834). Et comme le précise John H. B. Bennett : « La confrontation des textes prouve la justesse de cette allégation. Les dix-huit dernières pages de l'article de Van Hasselt sont une traduction, plus ou moins mot à mot (il y a des transpositions d'ordre) de la description de l'école d'Anvers donnée par Schnaase. » Cet auteur précise que cet article n'est qu'une partie d'un article plus important sur Dürer qui ne semble pas copié de Schnaase.
La deuxième accusation de plagiat concerne Les Belges aux croisades qui selon Michiels fut un « pillage perpétuel » de la Geschichte der Kreuzzüge de Friedrich Wilken (de) (Leipzig, 1807-1832, 5 vol.). À ce propos John H. B. Bennett écrit : « Celle-ci, la plus importante des accusations de Michiels, paraît en grande partie fondée. Dans le premier volume seul de Les Belges, j'ai noté des vingtaines de pages où la dette est indéniable, où le texte de Van Hasselt n'est souvent que la traduction d'une de ses sources. »
Il est inhumé au Cimetière de Laeken.

## Œuvres
Poésie
- Primevères, 1834
- La Colonne du Congrès, 1850
- Poésies, 3 vol., 1852-1863
- Nouvelles poésies, 1857
- Poèmes, paraboles, odes et études rythmiques, 1862
- Les Quatre Incarnations du Christ, 1867
- Le Livre des Ballades, 1872

Prose
- Essai sur l'histoire de la poésie française en Belgique, 1838
- Histoire de Rubens, 1840[6]
- Belgique et Hollande, 1844
- Les Belges aux croisades, 2 vol., 1846
- Histoire des Belges, 2 vol., 1847
- Splendeur de l'art en Belgique, 1848
- La Belgique pittoresque, 1858
- Histoire du Limbourg, chez Jamar
- Charlemagne et le pays de Liège. L'Éburonie avant la conquête des Gaules par Jules César, avec Louis Jéhotte, 1878

Traductions
Avec Charles Hen, sous le pseudonyme collectif de Charles André, il traduit de nombreuses « paraboles tirées des principaux auteurs allemands ». Avec Jean-Baptiste Rongé, il fait une traduction rythmée de dix opéras, parmi lesquels Le Barbier de Séville et Les Noces de Figaro.